# Биновце
Биновце (серб. Биновце) — населённый пункт в общине Сурдулица Пчиньского округа Сербии.

## Население
Согласно переписи населения 2002 года, в селе проживало 553 человека (274 серба, 267 цыган и другие).
| Численность населения | Численность населения | Численность населения | Численность населения | Численность населения | Численность населения | Численность населения | Численность населения |
| 1948                  | 1953                  | 1961                  | 1971                  | 1981                  | 1991                  | 2002                  | 2011                  |
| --------------------- | --------------------- | --------------------- | --------------------- | --------------------- | --------------------- | --------------------- | --------------------- |
| 598                   | 627                   | 673                   | 690                   | 646                   | 603                   | 553                   | 501                   |

## Религия
На месте нынешнего села располагалось средневековое сербское село с церковью, которое было разрушено турками в 1573 году.